# Anpassad grundskola
Anpassad grundskola heter i Sverige den obligatoriska anpassade skolan som motsvarar grundskolan för elever med intellektuell funktionsnedsättning. Före juli 2023 kallades skolformen grundsärskola .
Barn och ungdomar som inte kan uppnå grundskolans kursplan därför att de har en intellektuell funktionsnedsättning har rätt att få undervisning enligt anpassade grundskolans kursplaner. Anpassade grundskolan har en inriktning med ämnen motsvarande grundskolan, men även en inriktning för barn med större funktionsnedsättningar med ämnesområden, som tidigare kallades träningsskola. Anpassade grundskolan innebär liksom andra skolformer nio års skolplikt för alla barn och ungdomar mellan 7 och 16 år.
Tidigare hade eleverna även rätt till ett tionde, frivilligt skolår, för att komplettera utbildningen. Detta togs bort vid införandet av en ny läroplan och skollag 2011. Eleverna undervisas i den mån det går i samma ämnen som grundskolans elever. Ämnenas innehåll och omfattning anpassas dock till varje elevs förutsättningar, därför upprättas också en individuell utvecklingsplan för varje elev.

## Tidigare betydelse
Det som tidigare kallades för grundsärskola var endast till för elever med lindrig utvecklingsstörning. Före 2011 hette skolformen som motsvarade grundskola obligatorisk särskola och omfattade skolformerna grundsärskola och träningsskola.[källa behövs]

## Läroplaner
Särskolan fick 1 juli 1994 samma läroplan som den övriga grundskolan, Lpo94. Därmed markerades att alla elever, oberoende av utvecklingsnivå, omfattas av samma värdegrund. Däremot har särskolan egna kursplaner som är anpassade till skolformen och till de olika behov skolan ska kunna tillgodose för var och en av särskolans elever.
Augusti 2011 fick grundsärskolan en egen läroplan, Läroplan för grundsärskolan 2011, som sedan dess genomgått flera revideringar. Från augusti 2022 gäller Lgrsär22.